# Aura (Carlos Fuentes)
Aura (hiszp. Aura) – opowiadanie autorstwa meksykańskiego pisarza Carlosa Fuentesa, wydane w Meksyku w 1962 roku przez wydawnictwo Ediciones ERA. W 50 rocznicę wydania Aury Ediciones ERA publikuje wydanie specjalne, opatrzone ilustracjami Vicentego Rojo, upamiętniające pierwszą publikację utworu.
Aura, licząca zaledwie 52 strony zawarte w pięciu krótkich rozdziałach, zaliczana jest do wiodących utworów boomu w literaturze hispanoamerykańskiej, będąc zarazem przykładem „nowej powieści latynoamerykańskiej”. Autor eksperymentuje na poziomie narracji, wprowadzając narratora w drugiej osobie liczby pojedynczej, co zbliża czytelnika do głównego bohatera i pozwala mu wcielić się w jego rolę: „Nauczyłeś się już drogi. Bierzesz świecznik i przechodzisz na ukos salon i hall”. Ponadto, meksykański pisarz zagłębia się w indywidualną i zbiorową świadomość swojego narodu, odkrywając tym samym zamaskowane w nim rany, które są naturalnym następstwem okrutnych doświadczeń z przeszłości, a o których pisarze od pokoleń woleli nie mówić. Natomiast Fuentes odważnie nawiązuje do przeszłości i pokazuje czytelnikowi, że nawet w dzisiejszych czasach obecna jest w Meksyku przeszłość prekolumbijska, ukryta w mitach, rytuałach oraz zwykłej codzienności. Nowatorskim rozwiązaniem jest również odmienna tożsamość bohaterów, tak jak w przypadku Consuelo-Aura i Felipe Montero-Genaral Llorente. Utwór utrzymywany jest w atmosferze gotycko-fantastycznej oraz wprowadza elementy realizmu magicznego.
Aura, niedługo po jej wydaniu, zyskała uznanie w Europie i została przetłumaczona na wiele języków, m.in. na włoski (1964), angielski (1965), szwedzki (1982), holenderski (1991) i portugalski (2005). W Polsce Aura ukazała się w 1974 roku nakładem Wydawnictwa Literackiego w tłumaczeniu Kaliny Wojciechowskiej.
Aura wchodzi w skład serii Alacena.

## Czas i miejsce akcji
Akcja początkowo rozgrywa się w kawiarni oraz na ulicy miasta Meksyk w roku poprzedzającym publikację noweli, czyli w 1961. Jednakże większa część wydarzeń ma miejsce w starym i ciemnym domu pani Consuelo, przy ulicy Doncelles 815, w centrum starej części miasta Meksyk, która kontrastuje z nowoczesną infrastrukturą miasta. Za pomocą retrospekcji przytoczone zostają wspomnienia generała z końca roku 1800, co pozwala czytelnikowi poznać przeszłość bohaterów i lepiej zrozumieć ich zachowanie. Charakterystyczny dla utworu jest również czas cykliczny, który jest typową techniką narracyjną noweli mitycznej. Poza tym, jest to również odzwierciedlenie wizji świata w kulturze indiańskich plemion Mezoameryki, którzy wierzyli w to, iż czas periodycznie się odnawia i każdy cykl kończy się rozpoczęciem nowego.

## Bohaterowie
Felipe Montero – jedna z głównych postaci noweli. Młody, 27-letni meksykański historyk, były stypendysta Sorbony oraz były wykładowca w prywatnych szkołach. Aspiruje do napisania własnego dzieła dotyczącego hiszpańskich podbojów w Ameryce w czasach konkwisty. Oczarowany ogłoszeniem idealnie pasującym do jego profilu, dostaje pracę w domu starej damy Consuelo, polegającą na uporządkowaniu listów jej zmarłego męża, generała Llorente. Młodzieniec od razu zakochuje się w pięknej siostrzenicy swej pracodawczyni, w Aurze, którą jednocześnie darzy miłością oraz pożądaniem seksualnym. Młodzieniec zdaje sobie jednak sprawę, iż w starym domu Consuelo zaczynają dziać się dziwne rzeczy. Felipe traci poczucie czasu oraz przestrzeni. Nie raz zastanawia się, czy to, co widzi, to sen czy rzeczywistość. Kiedy odnajduje zdjęcia generała zdaje sobie sprawę, że on sam jest generałem Llorente.
Aura - młoda, zielonooka i piękna dziewczyna o delikatnym i kuszącym ciele, ubrana zwykle w zieloną sukienkę. Jest siostrzenicą i zarazem opiekunką swej ciotki Consuelo. Kokietuje i uwodzi młodego Felipe. Jest nieśmiała i zarazem uległa. Uczestniczka dziwnych zdarzeń mających miejsce w domu Consuelo, m.in. zarzynanie kozła, przygotowanie kolacji z nerek, pojawianie się w erotycznych snach młodzieńca. Z czasem Felipe zdaje sobie sprawę, że Aura to ucieleśnienie Consuelo. Dziewczyna jest symbolem młodości i piękna.
Consuelo Llorente - mała, delikatna i pełna dolegliwości białowłosa staruszka o dziecinnym wyglądzie, licząca według obliczeń Felipe 109 lat: ¨Obliczyłeś: pani Consuelo ma dziś sto dziewięć lat… […] Czterdzieści dziewięć w momencie śmierci swego męża¨. Wyszła za mąż w bardzo młodym wieku, mając zaledwie 15 lat. Wraz z mężem wyjechała do Paryża na wygnanie, stąd jej biegła znajomość języka francuskiego. Jej wielkim zmartwieniem od zawsze był brak dziecka w jej życiu, dlatego przywołała Aurę do świata żywych.
Generał Llorente - postać drugoplanowa, nieuczestnicząca bezpośredniego w wydarzeniach. Kochający mąż Consuelo, o którym dowiadujemy się z jego prywatnych zapisków, które świadczą, iż jest tajemniczym mężczyzną i dobrym kochankiem. Zmarł w 1901r. podczas inwazji francuskiej mając 82 lata.

## Analiza
Aura jest niezwykłą powieścią nawiązującą do świata mitów i kultury prekolumbijskiej, który w wyniku podbojów i ewangelizacji przeprowadzonej przez hiszpańskich konkwistadorów w XVI wieku, dał życie nowej, synkretycznej kulturze łączącej elementy religii i tradycji indiańskiej z europejską. Fuentes poprzez Aurę pragnie uświadomić czytelnika, iż mimo postępu i dużego kroku w stronę nowoczesności, elementy dawnej kultury azteckiej są obecne w życiu współczesnego meksykanina.
Jedna z największych oznak współżycia dwóch kultur i religii przedstawionych w noweli to ukazanie sfery sacrum i profanum: "Chrystus, Maria, święty Sebastian, święta Łucja, archanioł Michał, uśmiechnięte demony, jedyne uśmiechy w tej ikonografii bólu i gniewu; uśmiechnięte, no na starej rycinie oświetlonej blaskiem kaganków wbijają trójzęby w ciała potępionych, wylewają na nich kotły z wrzątkiem, gwałcą kobiety, upijają się, korzystając z wolności zabronionej świętym". Obok wizerunków świętych Fuentes stawia demony, pokazując tym samym, jak cienka jest linia między tym, co święte i tym, co pogańskie. Pojawiają się także wzmianki o „Chrystusie z czarnego drzewa”, który również jest symbolem połączenia się dwóch odrębnych religii w wyniku nieefektywnej ewangelizacji przeprowadzonej podczas brutalnej akulturacji i podboju terenów dawnej Mezoameryki. Jednym z głównych nawiązań do sfery sacrum jest porównanie aktu miłosnego Aury i Felipe do Mszy Świętej, co zostało uznane za profanację chrześcijaństwa i wywołało skandal. Ponadto pobyt Felipe na ulicy Doncelles można porównać do Zmartwychwstania Chrystusa. Przez 3 dni Felipe zachowuje post, żywiąc się jedynie przygotowanymi przez Aurę nerkami i pijąc czerwoną jak krew ciecz. W końcu trzeciego dnia zostaje ofiarowany i odradza się jako Felipe Llorente. Aura przepełniona jest także symbolami nawiązującymi do tradycji prekolumbijskiej i nie tylko. Ważną rolę odgrywają tu również zwierzęta:
- dom Consuelo- powołuje przeszłość i odrzuca teraźniejszość. Jest pełen intryg, magii i mistycyzmu. Znajduje się w centrum starej dzielnicy miasta oddzielony murami od reszty zabudowy[9], tak samo jak dawniej zamurowywano pogańskich bogów, w celu wykorzenienia ich z kultury tubylców. Panująca w nim ciemność reprezentuje przestrzeń kobiecą, natomiast światło reprezentuje przestrzeń męską, np. pokój Felipe to jedyne oświetlone pomieszczenie w domu.
- kolor zielony- pojawia się wielokrotnie w różnych sytuacjach i ma charakter symboliczny. Z opisu Felipe dowiadujemy się, że oczy i sukienka Aury są zielone. Pamiętniki generała Llorente relacjonują, iż Consuelo także miała zielone oczy, a w czasach młodości zawsze nosiła zielone ubrania. Kolor zielony reprezentuje tekście kobiecy świat. Ponadto, jest kolorem nadziei, synonimem siły i długowieczności[10].
- pies- miedziana rączka psa, która wita Felipe u drzwi domu Consuelo przypomina strażnika domu. Pies pełni funkcję pośrednika pomiędzy dwoma światami: zewnętrznym, czyli miastem, oraz wewnętrznym, czyli domem. W wielu kulturach pies był przewodnikiem dusz osób zmarłych oraz stał na straży do ich świata, np. Anubis w mitologii egipskiej oraz Cerber w mitologii grckiej.
- królik- w Aurze królik o imieniu Saga pojawia się tylko i wyłącznie u boku Consuelo. Króliki warunkują życie roślin, a co za tym idzie, także zwierząt i ludzi, co wpływa na cykliczną odnowę życia. Bohaterowie noweli również pragną odnowić swoje życie, np. Consuelo pragnie być znowu młoda i piękna. Samo imię zwierzęcia-Saga- oznacza ciągłość, kontynuację jakiejś historii, w tym przypadku życia. Saga jest również trzecią formą Aury[11] i Consuelo. Według mezoamerykańskich Indian Saga zwana w języku nahuatl el nagual to zwierzęca część człowieka, którą każdy z nas ma w sobie, innymi słowy, jest to nasz sobowtór[12].
- koty- w Aurze pojawiają się jako przedmiot rytuału, są torturowane. Są one zarówno symbolem nadziei na zapłodnienie, jak i niemożliwości macierzyństwa. Jako że Consuelo nie została obdarzona dziećmi, nienawidziła tych zwierząt, podczas gdy generał Llorete bardzo je kochał. Zwierzęta te są również symbolem czarownic, magii i diabła, co może odzwierciedlać Consuelo, która przez swe praktyki wielokrotnie została uznana za czarownicę.
- samiec kozy- zwierzę zarzynane przez Aurę w kuchni na Doncelles 815 podczas drastycznej sceny przypominającej akt rytualny. Kozioł jest tragicznym zwierzęciem, który pierwotnie był składany w rytualnej ofierze. W tym kontekście zwierzę, które reprezentuje męski świat, odzwierciedla jego ofiarę, z którą utożsamia się Felipe.
- Felipe- bierze udział rytuale, który poprzedzony jest tańcem i aktem seksualnym. Tymi dwoma elementami charakteryzowały się ceremonie rytualne w czasach prekolumbijskich. Postać Felipe złożona w rytualnej ofierze, przez co umiera i odradza się na nowo. Felipe przestaje być młodym historykiem i przeobraża się w generała Llorente. Sytuacja ta porównywana jest również do śmierci i zmartwychwstania Jezusa Chrystusa, który jest obecny podczas sceny w synkretycznej postaci jako czarny Chrystus. Podkreśla to powrót przeszłości, która tak naprawdę zawsze była obecna, lecz często ignorowana, a której świadkiem jest Felipe[13].
- Consuelo i Aura- Stara Consuelo jest przede wszystkim symbolem poszukiwania wiecznej młodości. Udaje jej się to osiągnąć za pomocą Aury, która jest jej uosobieniem. Felipe z czasem poznaje prawdę, iż Aura i Consuelo to tak naprawdę ta sama osoba: [...] powtarzasz sobie, że zawsze, ilekroć są razem, robią w tym samym czasie dokładnie to samo: obejmują się, uśmiechają, jedzą, mówią, wchodzą i wychodzą równocześnie, jak gdyby jedna naśladowała drugą, jakby od woli jednej z nich zależała egzystencja drugiej[14]. Motyw sobowtóra zwany także zjawiskiem doppelgangera był już w literaturze zastosowany przez wielkich pisarzy, takich jak: Henry James, Fiodor Dostojewski, Edgar Allan Poe etc., którzy inspirowali Fuentesa, znawcę literatury światowej. Występowanie sobowtóra jest charakterystyczne dla opowiadań łączących horror i fantastykę, co można zaobserwować w Aurze. Jest to ponadto istota spoza świata realnego i według Zygmunta Freuda, sobowtór jest częścią ludzkiej psychiki, która jest zarazem obroną przed śmiercią[15]. Ponadto, jest aktem wyzwolenia, szansą na powrót do młodości i bycia młodym jeszcze raz. Dlatego też Consuelo stworzyła Aurę, aby przezwyciężyć starość i stać się znów młodą i piękną.

## Opinia krytyki
Publikacja Aury początkowo nie przykuła pozytywnej uwagi krytyki literackiej, podchodzono bez entuzjazmu do dzieła początkującego jeszcze wtedy pisarza. Pierwsze recenzje bywały negatywne, np. na łamach The New York Times Review Alexander Coleman stwierdził, iż Aura jest marną próbką talentu meksykańskiego pisarza. Nowela miała także swoich zwolenników. Jednym z nich był Luis Agüero, który stawia dzieło Carlosa Fuentesa na równi z twórczością wybitnego amerykańskiego nowelisty, Edgara Allana Poe, której widoczne ślady można zaobserwować m.in. w Aurze. Jednakże ze względu na swą erotyczną i obrażającą wiarę chrześcijańską treść, dzieło wywołało skandal w świecie nie tylko literackim, ale i politycznym wywołując fale negatywnych opinii, a nawet cenzurę. W 2001 roku, kiedy kilkunastoletnia córka Carlosa Abscala, jednego z meksykańskich sekretarzy, uskarżyła się ojcu na lekturę kontrowersyjnej Aury w szkole, rządzący wówczas prezydent Meksyku Vicente Fox nałożył na książkę cenzurę zwalniając jednocześnie nauczycielkę, która zleciła lekturę książki. Sprawa nabrała rozgłosu w mediach, w konsekwencji ważne osobistości ze świata polityki opowiedziały się po stronie Abscala, natomiast intelektualiści meksykańscy, tacy jak pisarka i dziennikarka Elena Poniatowska oraz nieżyjący już pisarz, Carlos Monsiváis, zrozumieli przesłanie Aury i wyrazili żal z powodu cenzury tak wielkiego dzieła. Cezura jednakże nie zaszkodziła Aurze, wręcz przeciwnie, przyczyniła się do sławy i zwiększenia nakładu oraz ponownych wydań, za co Carlos Fuentes serdecznie podziękował podczas Targów Książki w Guadalajarze (Meksyk) w 2008 roku.

## Inspiracje
Z biegiem czasu Aura zyskała bardzo pozytywne opinie i zdobyła międzynarodowe uznanie czytelników. Utwór stał się inspiracją dla niejednego z nich. Dzięki lekturze Aury włoski reżyser postanowił w 1966 roku nakręcić film oparty na fabule książki, zatytułowany La strega in amore. W roku 1989 świat mógł usłyszeć operę w jednym akcie zatytułowaną Aura, zainspirowaną nowelą i wyreżyserowaną przez Enrique Dimecke. Muzyka do opery została skomponowana przez Mario Lavista już w 1988 roku. Natomiast świat teatralny poznał Aurę dzięki adaptacji autorstwa Ronaldo Moreno z 2012 roku o nazwie Ralato de Aura. Sam Carlos Fuentes, podkreślając ważność swego dzieła, publikuje je ponownie w dwóch antologiach zatytułowanych Cuerpos y Ofrendas oraz Cuentos Sobrenaturales.
W 2008 roku wydawnictwo Fondo de Cultura Económica publikuje zbiór dzieł meksykańskiego pisarza Obras Reunidas III. Imaginaciones mexicanas. Wśród wielu utworów o podobnej problematyce odnaleźć można Aurę.